# Lijndenia
Lijndenia es un género  de plantas fanerógamas pertenecientes a la familia Melastomataceae. Comprende 14 especies descritas y de estas, solo 12 aceptadas. Es originario de Madagascar.

## Taxonomía
El género fue descrito por Zoll. & Moritzi y publicado en Systematisches Verzeichniss der von H. Zollinger in den Jahren 1842--1844 10. 1846.

## Especies aceptadas
A continuación se brinda un listado de las especies del género Lijndenia aceptadas hasta febrero de 2013, ordenadas alfabéticamente. Para cada una se indica el nombre binomial seguido del autor, abreviado según las convenciones y usos:
- Lijndenia barteri K. Bremer
- Lijndenia bequaertii (De Wild.) Borhidi
- Lijndenia brenanii (A. Fern. & R. Fern.) Jacq.-Fél.
- Lijndenia danguyana (H. Perrier) Jacq.-Fél.
- Lijndenia fragrans (A. Fern. & R. Fern.) Borhidi
- Lijndenia greenwayi (Brenan) Borhidi
- Lijndenia jasminoides (Gilg) Borhidi
- Lijndenia lutescens (Naudin) Jacq.-Fél.
- Lijndenia melastomoides (Naudin) Jacq.-Fél.
- Lijndenia procteri (A. Fern. & R. Fern.) Borhidi
- Lijndenia roborea (Naudin) Jacq.-Fél.
- Lijndenia semseii (A. Fern. & R. Fern.) Borhidi